# 1930 год в спорте
Список 1930 год в спорте перечисляет спортивные события, произошедшие в 1930 году.

## СССР

### Футбол
- ФК «Пищевики» в сезоне 1930;
- Созданы клубы:
  - «Динамо» (Луганск);
  - «Динамо МВД»;
  - «Спартак» (Киев);
  - «Торпедо» (Москва);
  - «Урал»;

## Международные события
- Дальневосточные игры 1930;
- Чемпионат Европы по боксу 1930;
- Чемпионат Европы по конькобежному спорту 1930;
- Чемпионат Европы по фигурному катанию 1930;
- Чемпионат мира по бобслею 1930;
- Чемпионат мира по лыжным видам спорта 1930;
- Чемпионат мира по снукеру 1930;
- Чемпионат мира по фигурному катанию 1930;
- Чемпионат мира по хоккею с шайбой 1930;

### Футбол
- Второй дивизион Испании по футболу 1929/1930;
- Второй дивизион Испании по футболу 1930/1931;
- Кубок Испании по футболу 1930;
- Матчи сборной Польши по футболу 1930;
- Финал Кубка Англии по футболу 1930;
- Футбольная лига Англии 1929/1930;
- Футбольная лига Англии 1930/1931;
- Чемпионат Албании по футболу 1930;
- Чемпионат Ирландии по футболу 1930/1931;
- Чемпионат Исландии по футболу 1930;
- Чемпионат Испании по футболу 1929/1930;
- Чемпионат Испании по футболу 1930/1931;
- Чемпионат Северной Ирландии по футболу 1929/1930;
- Чемпионат Северной Ирландии по футболу 1930/1931;
- Чемпионат Югославии по футболу 1930;
- Чемпионат Югославии по футболу 1930/1931;
- Созданы клубы:
  - «Авеш»;
  - «Арис» (Лимасол);
  - «Балтык»;
  - «Берегвидейк»;
  - «Ваккер» (Бургхаузен);
  - «Вестра Фрёлунда»;
  - «Железник»;
  - «Жирона»;
  - «Канон Яунде»;
  - «Корухо»;
  - КПВ;
  - «Кукеси»;
  - «ЛДУ Кито»;
  - «Люфтетари»;
  - «Онсе Кальдас»;
  - «Реал Мадрид Кастилья»;
  - «Сан-Паулу»;
  - «Трофенсе»;
  - «Уотерфорд Юнайтед»;
  - «Хапоэль» (Иерусалим);
  - «Хойничанка»;
  - «Четинкая Тюрк»;
  - ЭПА;
  - «Эстер»;
  - «Эшборн»;
  - «Янг Африканс»;

#### Чемпионат мира по футболу 1930
- Финал чемпионата мира по футболу 1930;
- Чемпионат мира по футболу 1930 (составы);

### Хоккей с шайбой
- НХЛ в сезоне 1929/1930;
- НХЛ в сезоне 1930/1931;
- Чемпионат мира по хоккею с шайбой 1930;
- Созданы клубы:
  - «Филадельфия Квакерз»;
  - «Цюрих Лайонс»;
- Расформирован клуб «Питтсбург Пайрэтс»;

### Шахматы
- Турнир за звание чемпионки мира по шахматам 1930;
- Шахматная олимпиада 1930;

## Персоналии

### Родились
- 26 декабря — Ахтаев, Увайс Мажидович, советский баскетболист.